# Les Résultats du féminisme
Les Résultats du féminisme (literalment, en català: "Les conseqüències del feminisme") és una pel·lícula francesa de comèdia muda de l'any 1906, dirigida per Alice Guy. Es va tornar a fer el 1912 sota el nom In the Year 2000.

## Argument
Els papers s'inverteixen, Guy-Blanché postula un món a l'inrevés, on homes i dones intercanvien els seus rols, de manera que els homes actuen com a dones, adquirint el rol matern i de cura de la llar (planxar, cosir, etc.), mentre que les dones actuen com a homes, passives davant les obligacions de la llar. Al final de la pel·lícula els homes, disconformes, es revelen en contra de la seva submissió i rol.